# Ngwatsau
Ngwatsau is een dorp in het district Southern in Botswana. De plaats telt 393 inwoners (2011).